# Göran Antonsen
Göran Dramstad Antonsen, född 5 juni 1987 i Slitu i Østfold fylke, är en norsk travtränare och travkusk. Han tog ut sin licens som professionell travtränare 2013. Han är främst känd för sin uppfödning Lionel, som körs av Antonsen i lopp.
Antonsen tog sin största seger tillsammans med Lionel i Olympiatravet 2017. Säsongen 2018 körde han även Lionel i världens största travlopp Prix d'Amérique och världens största sprinterlopp Elitloppet.